# Maury Dexter
Maury Dexter (vrai nom : Morris Gene Poindexter) (Paris (Arkansas), 12 juin 1927 – Simi Valley (Californie), 28 mai 2017), est un producteur de cinéma et un réalisateur américain.

## Filmographie

### comme réalisateur
- 1960 : Walk Tall (en)
- 1960 : The High Powered Rifle (en)
- 1961 : The Purple Hills (en)
- 1962 : Womanhunt (en)
- 1962 : Air Patrol (en)
- 1962 : The Firebrand (en)
- 1962 : Young Guns of Texas (en)
- 1963 : The Day Mars Invaded Earth
- 1963 : House of the Damned (en)
- 1963 : Police Nurse (en)
- 1963 : Harbor Lights (en)
- 1963 : The Young Swingers (en)
- 1964 : Surf Party (en)
- 1964 : Raiders from Beneath the Sea (en)
- 1965 : Django le Proscrit (El proscrito del río Colorado)
- 1965 : The Naked Brigade (en)
- 1965 : Wild on the Beach (en)
- 1968 : Maryjane (en)
- 1968 : The Mini-Skirt Mob (en)
- 1968 : The Young Animals (en)
- 1970 : Hell's Belles
- 1970 : A Bullet for Pretty Boy (en) avec Larry Buchanan
- 1981 : Le Grand frère (Father Murphy) (série TV)

### comme producteur
- 1960 : Walk Tall (en)
- 1960 : The High Powered Rifle (en)
- 1960 : Allô... l'assassin vous parle (The 3rd Voice)
- 1961 : The Little Shepherd of Kingdom Come
- 1961 : The Purple Hills (en)
- 1962 : Womanhunt (en)
- 1962 : Air Patrol (en)
- 1962 : The Firebrand (en)
- 1962 : Young Guns of Texas (en)
- 1963 : The Day Mars Invaded Earth
- 1963 : House of the Damned (en)
- 1963 : The Yellow Canary (en) de Buzz Kulik
- 1963 : Police Nurse (en)
- 1963 : Harbor Lights (en)
- 1963 : The Young Swingers (en)
- 1964 : Surf Party (en)
- 1964 : Raiders from Beneath the Sea (en)
- 1965 : Wild on the Beach (en)
- 1968 : Maryjane (en)
- 1968 : The Mini-Skirt Mob (en)
- 1968 : The Young Animals (en)
- 1970 : Hell's Belles

### comme acteur
- 1946 : Uncivil War Birds (en) de  Jules White : Union Soldier
- 1946 : One Exciting Week (en) de  William Beaudine : Jimmy Curtis
- 1946 : Sweetheart of Sigma Chi : Maury
- 1956 : Wetbacks (en) de  Hank McCune